# Расулов, Арсен Османович
Расулов Арсен Османович (3 сентября 1969 года, Избербаш, ДАССР, РСФСР, СССР) ― советский и российский врач, проктолог, онколог, доктор медицинских наук, профессор. Народный Герой Дагестана.

## Биография
Родился в городе Махачкала Дагестанской АССР.
По национальности – даргинец. Выходец из села Урахи Сергокалинского района. 

## Учёба
В 1992 году окончил Дагестанский государственный медицинский институт.
В тот же год он перебрался в Москву и поступил в клиническую ординатуру по общей хирургии Российской медицинской академии последипломного образования на базе Боткинской больницы в г. Москве.
Далее были клиническая аспирантура в Государственном научном центре колопроктологии Минздрава России.
В 2013 году защитил докторскую диссертацию. Тема диссертации: «Хирургическая тактика после химиолучевой терапии рака прямой кишки».

## Трудовая деятельность
С февраля 2013 года доктор медицинских наук Расулов заведует отделением онкопроктологии ФГБУ «РОНЦ имени Николая Блохина».
2 февраля 2017 года Арсен Османович был удостоен Премии Правительства РФ в области науки и техники за 2016 год.
Тема исследования: «Разработка и внедрение междисциплинарной стратегии в лечении колоректального рака». 
С 2018 по 2020 гг — Руководитель группы малоинвазивной, тазовой хирургии НИИ урологии и интервенционной радиологии им. Лопаткина, ФГБУ НМИЦ радиологии Минздрава РФ..
С октября 2020 — Руководитель отделения онкоколопроктологии Онкоцентра Лапино ГК «Мать и дитя».

## Научная деятельность
Научная деятельность
Научная и практическая деятельность Расулова посвящена разработке и внедрению современных методов хирургического и комбинированного лечения опухолевых заболеваний толстой кишки, применение широкого арсенала органосохраняющих методик лечения и реконструктивно-пластических хирургических вмешательств, лапароскопических и миниинвазивных технологий, мультивисцеральных обширных резекций при местнораспространенных опухолях малого таза. Неоднократно проходил стажировки по онкохирургии в ведущих мировых клиниках (Великобритания, Франция, Япония). Является экспертом Европейской школы онкологии, проводит обучающие мастер-классы с демонстрацией «живой хирургии», в том числе в российских регионах и ближайшем зарубежье.
Под руководством Расулова защищено 5 кандидатских диссертаций, подготовлены к защите — 2.
Он является автором и соавтором более 130 научных работ, включая 3 патента, 2 монографии и 12 публикаций в зарубежной печати, редактором перевода монографии японских авторов Ишида, Ямада, Кода «Последние достижения в лечении колоректального рака»

## Награды и звания
- Доктор медицинских наук[4]
- Профессор
- Лауреат Премии Правительства РФ по науке и технике (2016)
- Почётное звание «Народный Герой Дагестана», медаль «Золотая Звезда».

## Семья
- Отец, Осман Османович Расулов — врач с 50-летним стажем[5].
- Супруга, Джамиля — врач.
- Дядя, Шихшунат Мутаев (1945—2020) — Народный Герой Дагестана. Заслуженный врач РД. Основоположник службы детской и взрослой неврологии РД.
- Четверо детей.